# Edward Stewart Kennedy
Pour les articles homonymes, voir Edward Kennedy (homonymie) et Kennedy.
Edward Stewart Kennedy (3 janvier 1912 - 4 mai 2009) est un mathématicien et historien des sciences américain spécialisé dans les tables astronomiques islamiques médiévales rédigées en persan et en arabe.

## Biographie
Il est né de parents américains au Mexique, mais l'éclatement de la révolution mexicaine oblige ses parents à rentrer aux États-Unis, et il a grandi à Easton en Pennsylvanie. Diplômé d'Easton en 1932, il fréquente l'école de Téhéran (Alborz College) en tant qu'enseignant dans une école presbytérienne. Il y reste quatre ans et son séjour suscite son intérêt pour le monde islamique. À son retour, il étudie à l'université Lehigh, où il obtient son doctorat en mathématiques en 1939 sous la direction de Tomlinson Fort avec une thèse intitulée « Exponential analogs of the Lambert series ». Il est ensuite devenu professeur assistant à l'université de l'Alabama et a commencé à étudier l'astronomie et les mathématiques persanes et arabes du Moyen Âge.
Pendant la Seconde Guerre mondiale, il est en 1941 l'un des rares officiers parlant le farsi de la mission alliée en Iran. Après un bref retour aux États-Unis, il collabore avec Otto Neugebauer à l’université Brown, où il collabore jusqu’à sa mort en 1990. En 1946, il devient professeur à l'université américaine de Beyrouth, où il approfondit ses connaissances en arabe. En 1951, il y épouse Mary Helen Scanlon, enseignante. En 1976, il prend sa retraite à Beyrouth. Cependant, il poursuit ses recherches de 1976 à 1978 au Centre américain de recherches en Égypte et de 1978 à 1980 à l'Institut d'histoire arabe des sciences à Alep. Ses projets de retraite au Liban, où il avait une résidence d'été dans les montagnes au-dessus de Beyrouth, sont contrariés par la guerre civile et il quitte définitivement le Liban en 1984. Il a passé quatre ans à l'Institut d'histoire des sciences arabo-islamiques dirigé par Fuat Sezgin à l'université Goethe de Francfort et à partir de 1989 à l'université de Princeton.

## Travaux
Son travail principal porte sur les tables astronomiques islamiques médiévales rédigées en persan et en arabe. Son œuvre majeure à ce sujet a été publiée en 1956.
En résumant les Tables sultaniennes, Kennedy signale la présence de tables de fonctions trigonométriques, de fonctions d'astronomie sphérique, des tables d'ascension, une table d'équation du temps, des tables de mouvement moyen des planètes, une table de la parallaxe solaire, une table des longitudes et latitudes de 240 villes.
Dans son ouvrage « A Survey of Islamic astronomical tables », initialement paru dans Transactions of the American Philosophical Society (New Series, 46, 2, Philadelphie, 1956), Kennedy donne une liste de 109 zij et pour 16 d'entre eux il donne un résumé. Dans le tiré-à-part paru en 1989, il écrit une nouvelle préface et compte désormais environ 220 zij.
Dans leur article « The Fragments of the Works of Al-Fazārī », Kenndy et ses co-auteurs Carlo Alfonso Nallino et David Pingree s'intéressent aux travaux de Muhammad al-Fazari, astronome et astrologue ayant vécu à la cour du calife Al-Mansur. Ils pensent notamment qu'il pourrait s'agir de la même personne qu'un autre astronome, Ibrahim al-Fazari, que Heinrich Suter décrit comme étant son père, tant il est difficile de distinguer les œuvres de l'un de celles de l'autre.

## Prix et distinctions
En 2001, il a reçu l'ordre Istiqlal jordanien.

## Publications
- A survey of Islamic astronomical tables, Transactions de la Société philosophique américaine, NS, vol. 46, partie 2, 1956.
- (avec Mohammad Saffouri et Adnan Ifram), Al-Bīrūnī on Transits . Beyrouth: Université américaine de Beyrouth, 1959. Réimprimé: Francfort-sur-le-Main: Institut für Geschichte der Arabisch-Islamischen Wissenschaften, 1988 (Islamic Mathematics and Astronomy 33).
- The Planetary Equatorium of Jamshīd Ghiyāth al-Dīn al-Kāshī (déc. 1429) . Princeton University Press: 1960.
- "The Exact Sciences in Iran under the Saljuqs and Mongols", dans Cambridge History of Iran, Volume 5: The Saljuq and Mongol Periods, éd. JA Boyle. Cambridge University Press, 1968.  (ISBN 9780521069366).
- « L'histoire de la trigonométrie » (chapitre 6 Sujets historiques pour la classe de mathématiques). Washington DC: National Council of Teachers of Mathematics, 1969.
- "The Arabic Heritage in the Exact Sciences", Al-Abhath 23: 327-344 (1970).
- (avec David Pingree) The Astrological History of Mā'shā'allāh. Cambridge MA: Harvard University Press, 1971.  (ISBN 9780674863965).
- A Commentary upon Bīrunī's Kitaāb Taādīd [Nihāyāt] al-Amākin--An 11th century treatise on mathematical geography. Beyrouth: Université américaine de Beyrouth, 1973. Réimprimé: Francfort-sur-le-Main: Institut für Geschichte der Arabisch-Islamischen Wissenschaften, 1992.
- "The Exact Sciences during the Abbasid Period", dans Cambridge History of Iran, volume 4: The Period from the Arab Invasion to the Saljuqs, éd. Richard Nelson Frye, Cambridge University Press, 1975.  (ISBN 9780521200936).
- The Exhaustive Treatise on Shadows by Abu al-Rayḥān Muḥammad b. Aḥmad al-Bīrūnī , 2 vols. Alep: Université d’Alep, Institut d’histoire des sciences arabes, 1976.
- (avec Imad Ghanem, eds. ) The Life & Work of Ibn al-Shāṭir--An Arab Astronomer of the Fourteenth Century . Alep: Université d’Alep, Institut d’histoire des sciences arabes, 1976.
- (trad. avec Fuad I. Haddad, commentaire avec David E. Pingree) The Book of the Reasons Behind Astronomical Tables (Kitāb fi'ilal al-ziījāt) de 'Ali ibn Sulayman al-Hashimi. New York: Fac-similés et réimpressions des chercheurs, Delmar, 1981.
- "The Exact Sciences in Timurid Iran" dans The Cambridge History of Iran Volume 6: The Timurid and Savafid Periods, eds. Peter Jackson et Lawrence Lockhart. Cambridge University Press, 1986.  (ISBN 9780521200943).
- (avec Mary Helen Kennedy) Geographical Coordinates of Localities from Islamic Sources . Francfort-sur-le-Main: Institut für Geschichte der Arabisch Islamischen Wissenschaften, 1987
- David A. King (historien) (dir.) et Mary Helen Kennedy (dir.), Studies in the Islamic exacts sciences by E. S. Kennedy and former students, American University of Beirut, 1983 (BNF 34882572)[5]
- On the Contents and Significance of the Khāqānī Zīj by Jamshīd Ghiyāth al-Dīn al-Kāshī (Islamic Mathematics and Astronomy volume 84). Francfort-sur-le-Main: Institut für Geschichte der Arabisch-Islamischen Wissenschaften, 1998.
- Astronomy and Astrology in the Medieval Islamic World. Aldershot UK: Ashgate / Variorum, 1998.
- (avec Paul Kunitzsch et Richard P. Lorch) The Melon-Shaped Astrolabe in Arabic Astronomy. Stuttgart: Steiner, 1999.
- "Al-Bīrūnī (ou Bērūnī), Abū Rayḥān (ou Abu'l-Rayḥān) Muhammad Ibn Aḥmad", Dictionnaire complet de la biographie scientifique, Encyclopedia.com (2008) [1970–80]
- Jamshīd ibn Masʻūd Kāshī (auteur), Edward Stewart Kennedy (dir.) et Mary Helen Kennedy (dir.), Al-Kāshī's geographical table, vol. 77, partie 7, de Transactions of the American Philosophical Society, 1987  (ISBN 0871697785 et 9780871697783)